# مقاطعة رفسنجان
مقاطعة رفسنجان(بالفارسية: شهرستان رفسنجان) هي مقاطعة في محافظة كرمان في إيران. عاصمة المقاطعة هي رفسنجان. في تعداد عام 2006م، بلغ عدد سكان المقاطعة (بما في ذلك أجزاء انشقت في وقت لاحق لتشكل مقاطعة أنار 291,417 نسمة في 71,830 عائلة، باستثناء تلك الأجزاء، كان عدد السكان 259,863 نسمة في 64,027 عائلة. تنقسم المقاطعة إلى أربع نواحي: الناحية المركزية، وناحية نوق، وناحية كشكوئيه، وناحية فردوس. ويتبع المقاطعة خمس مدن هي: رفسنجان، ومس سرتششمه، وبهرمان، وكشكوئيه، وصفائيه.
ومما يجدر ذكره أن الرئيس الإيراني السابق أكبر هاشمي رفسنجاني قد ولد في قرية بهرمان التابعة لمقاطعة رفسنجان.